# Бічі (острів)
Бічі (англ. Beechey Island; інук. Piiti Ailant) — острів у Канадському Арктичному архіпелазі на території Нунавут (Канада). Відокремлений від південно-західного кута острова Девон протокою Барроу . Інших особливості острова: канал Веллінгтон, гавань Еребус та затока Терор.

## Історія

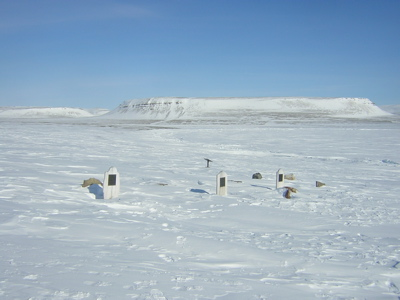
Острів Бічі 2004 року. На передньому плані видно надгробки.

Першим із європейців острів відвідав 1819 року капітан Вільям Едвард Паррі. Острів назвав на честь художника Вільяма Бічі (1753—1839) його син Фредерік Вільям Бічі (1796—1856), який служив у Паррі тоді лейтенантом.
Тут сталося відразу кілька визначних подій в історії освоєння Арктики. Саме тут 1845 року невдала експедиція з пошуків Північно-Західного проходу, у складі двох HMS Erebus і Terror, під командуванням британського дослідника сера Джона Франкліна, вибрала захищені гавані острова для свого першого зимового табору. Це місце відкрито лише 1851 року, коли неподалік пришвартувалися британські та американські пошукові кораблі.
Тут знайдено поховання трьох людей з екіпажу Франкліна: Джона Торрінгтона, Вільяма Брена, і матроса Джона Гартнелла, але жодних письмових джерел чи вказівок, звідки Франклін планував відплисти наступного сезону. 1850 року острів як базу використав Едвард Белчер.

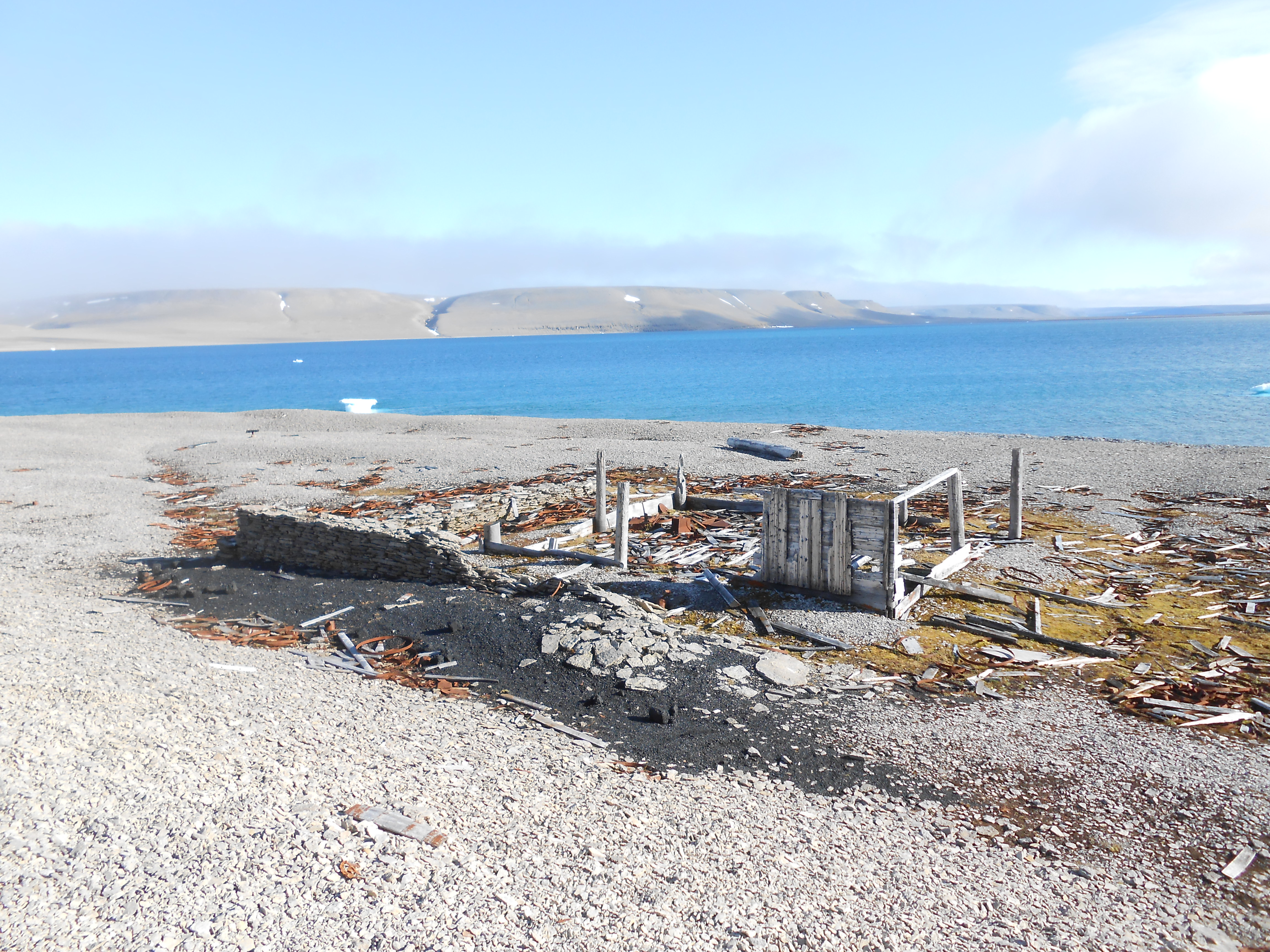
Залишки будинку Нортамберленд на березі острова Бічі (Нунавут, Канада)

1903 року, віддаючи шану Франкліну, на острові зупинився норвезький дослідник Руаль Амундсен на початку свого успішного плавання в пошуках Північно-Західного проходу.
У 1980-х роках канадський судовий антрополог Доктор Овен Бітті дослідив три тіла, що добре збереглися на острові Бічі. Розтин показав, що ймовірними причинами смерті моряків є захворювання легень та отруєння свинцем. 1975 року уряд Північно-Західних територій проголосив острів Бічі «історичним місцем». Від 1999 року острів є частиною новоствореної канадської території Нунавут.

## У літературі
В романі Жюля Верна «Подорож та пригоди капітана Гаттераса» дослідники відвідували острів Бічі. Крім того, в романі Клайва Касслера «Арктичний дрейф» фігурують персонажі, які бажають відвідати цей острів у пошуках кораблів Франкліна. Також острів Бічі згадано в романі Дена Сіммонса «Терор».